# Treinta y Nueve ZM
Treinta y Nueve ZM är en ort i Mexiko.   Den ligger i kommunen Ocosingo och delstaten Chiapas, i den sydöstra delen av landet, 800 km öster om huvudstaden Mexico City. Treinta y Nueve ZM ligger 870 meter över havet och antalet invånare är 265.
Terrängen runt Treinta y Nueve ZM är varierad. Runt Treinta y Nueve ZM är det glesbefolkat, med 16 invånare per kvadratkilometer. Närmaste större samhälle är Ocosingo, 7,3 km väster om Treinta y Nueve ZM. I omgivningarna runt Treinta y Nueve ZM växer i huvudsak städsegrön lövskog.